# Konstruktywizm w filozofii matematyki
W filozofii matematyki konstruktywizm zakłada, że trzeba znaleźć (lub „skonstruować”) konkretny przykład obiektu matematycznego, aby udowodnić, że taki przykład istnieje. Natomiast, w klasycznej matematyce można udowodnić istnienie obiektu matematycznego bez „znajdowania” go wprost, lecz zakładając jego nieistnienie, a następnie wyprowadzając z tego założenia sprzeczność. Taki dowód przez sprzeczność można nazwać niekonstruktywnym, a konstruktywista może go odrzucić. Konstruktywistyczny punkt widzenia zakłada weryfikacyjną interpretację kwantyfikatora egzystencjalnego, która jest sprzeczna z jego klasyczną interpretacją.
Istnieje wiele form konstruktywizmu. Należą do nich program intuicjonizmu założony przez Brouwera, finityzm Hilberta i Bernaysa, konstruktywna matematyka rekurencyjna Szanina i Markowa oraz program analizy konstruktywnej Bishopa . Konstruktywizm obejmuje również badania nad konstruktywnymi teoriami zbiorów, takimi jak CZF, oraz badanie teorii toposu.
Konstruktywizm jest często utożsamiany z intuicjonizmem, chociaż intuicjonizm jest tylko jednym z programów konstruktywistycznych. Intuicjonizm utrzymuje, że podstawy matematyki tkwią w intuicji indywidualnego matematyka, czyniąc z matematyki dziedzinę wewnętrznie subiektywną . Inne formy konstruktywizmu nie opierają się na tym ujęciu intuicji i są zgodne z obiektywnym poglądem na matematykę.

## Matematyka konstruktywna
W dużej części matematyki konstruktywnej stosuje się logikę intuicjonistyczną, która jest zasadniczo logiką klasyczną pozbawioną prawa wyłączonego środka. Prawo to stanowi, że dla każdego zdania albo to zdanie jest prawdziwe, albo prawdziwe jest jego zaprzeczenie. Nie oznacza to, że prawo wyłączonego środka zostaje całkowicie odrzucone; szczególne przypadki tego prawa są możliwe do udowodnienia. Ważne jest to, że ogólne prawo nie jest przyjmowane jako aksjomat. Prawo niesprzeczności (które stwierdza, że sprzeczne zdania nie mogą być jednocześnie prawdziwe) nadal obowiązuje.
Na przykład korzystając z arytmetyki Heytinga, można udowodnić, że dla każdego zdania p nie zawierającego kwantyfikatorów, {\displaystyle \forall x,y,z,\dots \in \mathbb {N} :p\vee \neg p} jest twierdzeniem (gdzie x, y, z ... są wolnymi zmiennymi w zdaniu p). W tym sensie zdania ograniczone do zbiorów skończonych są nadal uważane za prawdziwe lub fałszywe, tak jak w klasycznej matematyce, lecz ta biwalencja nie obejmuje zdań odnoszące się do zbiorów nieskończonych.
W istocie LEJ Brouwer, założyciel szkoły intuicjonistycznej, uważał prawo wyłączonego środka jako wyabstrahowane z doświadczenia skończonego, a następnie zastosowane do nieskończonego bez uzasadnienia. Na przykład hipoteza Goldbacha to stwierdzenie, że każda liczba parzysta (większa niż 2) jest sumą dwóch liczb pierwszych. Dla każdej konkretnej liczby parzystej można sprawdzić, czy jest ona sumą dwóch liczb pierwszych (na przykład poprzez wyszukiwanie wyczerpujące), więc każda z nich jest albo sumą dwóch liczb pierwszych, albo nie. I jak dotąd każda sprawdzona w ten sposób liczba była rzeczywiście sumą dwóch liczb pierwszych.
Ale nie jest znany dowód, że wszystkie liczby spełniają tę hipotezę, ani dowód, że nie wszystkie spełniają; nie wiadomo nawet, czy musi istnieć dowód lub obalenie hipotezy Goldbacha (hipoteza może być nierozstrzygalna w tradycyjnej teorii mnogości ZF). Dlatego według Brouwera nie można twierdzić, że „albo hipoteza Goldbacha jest prawdziwa, albo nie”. I chociaż hipoteza może kiedyś zostać rozwiązana, argument ten ma zastosowanie do podobnych nierozwiązanych problemów; dla Brouwera prawo wyłączonego środka było równoznaczne z założeniem, że każdy problem matematyczny ma rozwiązanie.
Po pominięciu prawa wyłączonego środka jako aksjomatu, pozostały system logiczny ma właściwość istnienia, której nie posiada logika klasyczna: zawsze, gdy {\displaystyle \exists _{x\in X}P(x)} jest udowodnione konstruktywnie, to w rzeczywistości {\displaystyle P(a)} jest udowodnione konstruktywnie dla (przynajmniej) jednego konkretnego {\displaystyle a\in X,} zwanego często świadkiem. W ten sposób dowód istnienia obiektu matematycznego jest związany z możliwością jego konstrukcji.

## Miejsce konstruktywizmu w matematyce
Niektórzy matematycy byli podejrzliwi, a nawet antagonistycznie nastawieni do konstruktywizmu matematycznego, przede wszystkim z powodu ograniczeń, jakie ich zdaniem stwarzał on dla analizy konstruktywnej. Poglądy te z całą mocą wyraził Davida Hilberta w 1928 roku, pisząc w Grundlagen der Mathematik: „Odebranie matematykowi zasady wyłączonego środka byłoby tym samym, co zakazanie astronomowi używania teleskopu, a bokserowi używania pięści”.
Errett Bishop w swojej publikacji z 1967 roku Foundations of Constructive Analysis  dążył do rozwiania tych obaw, opracowując wiele tradycyjnych analiz w ramach analizy konstruktywnej.
Wprawdzie większość matematyków nie akceptuje tezy konstruktywistów, że tylko matematyka oparta na metodach konstruktywnych jest prawidłowa, ale metody konstruktywistyczne budzą coraz większe zainteresowanie z powodów nieideologicznych. Dla przykładu, konstruktywistyczne dowody w analizie mogą zapewnić ekstrakcję świadków w taki sposób, że działając w ramach ograniczeń metod konstruktywnych, znalezienie świadków teorii może być łatwiejsze niż przy użyciu metod klasycznych. Zastosowania matematyki konstruktywnej znajdują się również w typowanych rachunkach lambda, teorii toposu i logice kategorycznej, które są ważnymi dziedzinami w matematyce podstawowej i informatyce. W algebrze, dla takich bytów jak toposy i algebra Hopfa, struktura wspiera wewnętrzny język, który jest konstruktywną teorią; praca w ramach ograniczeń tego języka jest często bardziej intuicyjna i elastyczna niż praca na zewnątrz przy pomocy takich metod, jak wnioskowanie o zbiorze możliwych algebr konkretnych i ich homomorfizmach.
Fizyk Lee Smolin w książce Three Roads to Quantum Gravity, że teoria toposów jest „właściwą formą logiki dla kosmologii” i „w swoich pierwszych formach była nazywana logiką intuicjonistyczną”. „W tym rodzaju logiki twierdzenia, które obserwator może wypowiedzieć na temat Wszechświata, dzielą się na co najmniej trzy grupy: te, które możemy uznać za prawdziwe, te, które możemy uznać za fałszywe i te, o których prawdziwości nie możemy w tej chwili zdecydować”.

## Matematycy, którzy wnieśli znaczący wkład w konstruktywizm
- Leopold Kronecker (stary konstruktywizm, półintuicjonizm)
- LEJ Brouwer (twórca intuicjonizmu)
- AA Markow (ojciec rosyjskiej szkoły konstruktywizmu)
- Arend Heyting (sformalizowana logika intuicjonistyczna i teorie)
- Per Martin-Löf (twórca konstruktywnych teorii typów)
- Errett Bishop (promował wersję konstruktywizmu uważaną za zgodną z matematyką klasyczną)
- Paul Lorenzen (opracował analizę konstruktywną)